# Fernsehpitaval: Der Fall Haarmann
Der Fall Haarmann ist ein Kriminalfilm der Reihe Fernsehpitaval des Deutschen Fernsehfunks von Wolfgang Luderer aus dem Jahr 1960.

## Handlung
1924 betritt Fritz Haarmann die Gaststätte des Hauptbahnhofs Hannover und wird durch einen Polizisten sofort wieder des Raumes verwiesen. Daraufhin geht er umgehend in die Polizeiwache des Bahnhofs und lässt sich eine telefonische Verbindung mit dem Kommissar Müller von der Abteilung IV herstellen. Diesem gibt er Hinweise, dass am Abend ein dunkles Geschäft in seiner Wohnung stattfinden soll und die Polizei zwei Hehler verhaften kann. Das ist nicht sein erstes Geschäft mit der Polizei. Haarmann erreicht durch diese Aktion, dass der Kommissar dafür sorgt, dass er im Bahnhofviertel nicht mehr weggeschickt werden kann. Weiterhin wird er an die politische Abteilung der Polizei vermittelt, um auch dort als Spitzel zu wirken. Zur gleichen Zeit werden mehrere Leichen junger Männer in Hannover gefunden. Die Bitte, die entsprechende Abteilung mit Personal zu verstärken wird abgelehnt, da gerade erst die politische Abteilung aufgestockt wurde, was entschieden wichtiger ist.
Einige Zeit später betritt Haarmann wieder das Bahnhofsrestaurant, diesmal ohne von der Polizei belästigt zu werden. Während ein Zeitungsverkäufer die Schlagzeile eines erneuten Leichenfunds laut ausruft, entdeckt er einen allein sitzenden jungen Mann und setzt sich zu ihm. Im Gespräch erfährt er, dass dieser von zu Hause weggelaufen ist, um sich bei der Seefahrt zu bewerben. Mit geschickter Argumentation überzeugt er den Jungen, nicht mehr am Abend mit dem Zug zu fahren und die Nacht bei ihm zu verbringen. Als dessen Eltern ihn auf dem Bahnhof suchen, ist er bereits nicht mehr da und wahrscheinlich schon tot. Am nächsten Morgen bietet Haarmann in seiner Stammgaststätte einen Mantel und einen Koffer zum Verkauf an. Der Zuschauer weiß also schon zeitig einzuschätzen, dass Haarmann der Mörder ist.
Kommissar Müller macht Haarmann mit zwei pensionierten Polizeikommissaren bekannt, die ihn beauftragen einen jungen Musiker zu überzeugen, nicht mehr das Verhältnis zu einer Tochter aus gutem Hause fortzusetzen. Natürlich sagt er zu, die Angelegenheit zu erledigen und erklärt später den beiden Pensionären, dass es ihm gelungen ist, den Musiker zu überzeugen, nach Amerika auszuwandern. Einer von den beiden, Kommissar Olfermann, überzeugt ihn, gemeinsam ein Detektivbüro gründen, was ihm bei seinem Auftreten in der Öffentlichkeit noch weitere Erleichterungen bringt, denn er kann sich jetzt als offizielle Person ausweisen. Die Mitbewohner im Hause Haarmanns sowie auch mehrere Menschen in seiner Umgebung schöpfen aber langsam Verdacht, dass mit diesem etwas nicht stimmen kann. Jedoch werden alle Hinweise an die Polizei von dieser nicht ernst genommen, da er mit der eng zusammenarbeitet. Selbst einen Streifenpolizisten kann Haarmann durch sein resolutes Auftreten von seiner Unschuld überzeugen, obwohl er erst Minuten vorher einen jungen Mann in seiner Wohnung umgebracht hat, was seine Nachbarn vermuteten. Am nächsten Morgen bringt er die Sachen seines Opfers wieder in seine Stammkneipe zum Verkauf.
Wieder in der Bahnhofsgaststätte trifft Haarmann auf einen jungen Mann, den er bereits einmal mit zu Hause hatte, der aber rechtzeitig fliehen konnte. Als der sich weigert erneut mitzugehen, ruft Haarmann in seiner Überheblichkeit einen Polizisten, aber dem Jungen gelingt es glaubhaft, den anderen anzuzeigen. Jetzt übernimmt Kommissar Retz den Fall und beginnt mit einer Wohnungsdurchsuchung bei Haarmann, bei der viele Sachen der bisher Ermordeten, sowie auch in Frage kommende Mordwerkzeuge gefunden werden. Die Angehörigen der Mordopfer werden in das Polizeipräsidium vorgeladen, um die Sachen der Toten zu identifizieren, was auch vielfach gelingt. Einen Haupttreffer haben sie zusätzlich, als der Sohn des Wirtsehepaares seiner Stammkneipe erscheint und eine Jacke trägt, in der sich sogar noch der Personalausweis des ehemaligen umgebrachten Besitzers befindet.
In der nun folgenden Gerichtsverhandlung wird alles unternommen, eine Verschleierung und Nichtbeachtung der Angelegenheit durch die Polizei bekannt werden zu lassen, obwohl seit langem bekannt war, dass Haarmann ein langes Vorstrafenregister hatte. Auch die Pressevertreter werden ausdrücklich davor gewarnt, eine objektive Berichterstattung zu liefern, was bedeutet, dass die enge Verbindung zwischen Haarmann und den Behörden, so seine Spitzeldienste für die Polizei von 1918 bis 1924, nicht bekannt werden dürfen. Am 29. Dezember 1924 wird über Haarmann das 24-fache Todesurteil gefällt.

## Produktion und Veröffentlichung
Der Fernsehfilm erschien als 3. Folge der Filmreihe Fernsehpitaval und wurde am 6. März 1960 zum ersten Mal im DFF gesendet.
Das Buch wurde von Friedrich Karl Kaul, der auch die verbindenden Texte spricht und Walter Jupé anhand authentischer Gerichtsakten verfasst. Für die Dramaturgie war Aenne Keller verantwortlich.